# LARGe 供应链管理

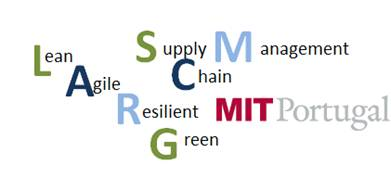
LARGe SCM

精益、敏捷、弹性和绿色环保型供应链管理（LARGe 供应链管理）试图将精益、敏捷、弹性和绿色环保方法融合于供应链管理之中。精益化供应链管理的目标是尽可能实现零存货以及减少工作进程；敏捷化供应链管理用意于实现对客户查询和控制成本和质量过程中市场的变化情况的快速响应;弹性化供应链管理用意于维持和修复那些可能会影响供应链正常工作的负面扰动；绿色环保型供应链管理指的是通过对产品生产过程中的低排放污染物和循环策略来实现供应链的可持续性发展。

## 历史
LARGe 供应链管理的理念来源于葡萄牙新里斯本大学科学技术部的机械与工业工程（UNIDEMI）研究组。 该研究组主要从事LARGe供应链管理的研究工作。 UNINOVA和NECE两个合作伙伴。

## 概述
一个精益型公司意味着库存几乎为零；一个有弹性的公司必须有充足的存货来应对干扰可能对供应链造成的影响。这些概念看上去似乎相互矛盾。然而，理想的情况是在一家公司里拥有双系统。这些对生产和供应链管理更深层次研究的建议以及精益和弹性理念需要进行兼容性模拟检测。LARGe 供应链管理发展了对精益、敏捷、弹性和绿色环保型供应链管理（范例）之间的相互关系（冲突和取舍）的深入理解。这种认识对于实现对这四个概念的真正兼容至关重要。这一成果将对增强环境的竞争力和可持续性的做出重要贡献；理由是，从公司层面讲，能够将更好的“精益，敏捷，弹性，绿色生产系统”型理念应用于全局统筹供应链层面及其代理人管理是非常有益的。LARGe 供应链管理包括了多种多样的相关主题，例如方法论，特点，组织系统，性能测量，人的因素，信息系统和管理集成模型。